# Maciej Gembicki
Maciej Gembicki herbu Nałęcz (zm. 1709) – kasztelan inowrocławski.

## Życiorys
Syn Pawła, kasztelana łęczyckiego, międzyrzeckiego i santockiego i Eleonory Anny Mniewskiej. Brat Konstantego, kasztelana łęczyckiego, Anny i Elżbiety.
Od 1693 poseł ziemi kujawskiej, następnie województwa inowrocławskiego 1701. Był marszałkiem konfederacji województwa łęczyckiego w konfederacji warszawskiej 1704 roku. W 1705 roku potwierdził pacta conventa Stanisława Leszczyńskiego. Od 1707 roku pełnił urząd kasztelana inowrocławskiego. Był też starostą nakielskim.
Ożenił się z Dorotą Grot (zm. 1731). Nie pozostawił potomstwa.